# Cynthia Addai-Robinson
Cynthia Addai-Robinson (Londen, 12 januari 1985) is een in Engeland geboren Amerikaans actrice.

## Biografie
Addai-Robinson werd geboren in Londen bij een Ghanese moeder en een Amerikaanse vader en burger. Op vierjarige leeftijd verhuisde zij met haar familie terug naar Amerika waar zij opgevoed werd door haar moeder in de buurt van Washington D.C.. Zij doorliep de high school aan de Montgomery Blair High School in Silver Spring. Hierna haalde zij haar bachelor of fine arts in theaterwetenschap aan de Tisch School of the Arts (onderdeel van New York-universiteit) in New York. Het acteren leerde zij aan de toneelschool Lee Strasberg Theater and Film Institute in Manhattan (New York), hier leerde zij ook ballet, jazzballet en tapdansen. 
Addai-Robinson begon in 2002 met acteren in de televisieserie The Education of Max Bickford, waarna zij nog meerdere rollen speelde in televisieseries en films. Zij is onder andere bekend van haar rol als Naevia in de televisieserie Spartacus: War of the Damned (2012-2013) en van haar rol als Amanda Waller in de televisieserie Arrow (2013-2016). Zij kreeg Navy SEALs and New Zealand Special Forces  training voor haar rol in Spartacus: War of the Damned. 

## Filmografie

### Films
Uitgezonderd korte films.
- 2025 The Accountant 2 - als Marybeth Medina
- 2022 The People We Hate at the Wedding - als Eloise
- 2020 Always and Forever - als Nicole Taylor
- 2018 Closure - als Yasmina
- 2016 The Accountant - als Marybeth Medina
- 2013 Jodi Arias: Dirty Little Secret - als Leslie
- 2013 Star Trek: Into Darkness - als vrouw uit San Francisco
- 2011 Colombiana - als Alicia Restrepo
- 2010 Edgar Floats - als Dana
- 2009 Mississippi Damned - als Milena
- 2007 Dash 4 Cash - als Meredith
- 2007 A.M.P.E.D. - als Paige Moscavell

### Televisieseries
Uitgezonderd eenmalige gastrollen.
- 2022-2024 The Lord of the Rings: The Rings of Power als Miriel - 10 afl.
- 2019-2020 Power - als Ramona Garrity - 15 afl.
- 2016-2019 Chicago Med - als dr. Vicki Glass - 10 afl.
- 2016-2018 Shooter - als Nadine Memphis - 31 afl.
- 2013-2016 Arrow - als Amanda Waller - 17 afl.
- 2015 Texas Rising - als Emily West - 5 afl.
- 2012-2013 Spartacus: War of the Damned - als Naevia - 18 afl.
- 2009-2010 FlashForward - als Debbie - 6 afl.

### Computerspellen
- 2014 LEGO Batman 3: Beyond Gotham - als Amanda Waller
- 2011 L.A. Noire - als voetganger

- Library of Congress Control Number: no2016044043
- Virtual International Authority File: 68146094329500332350
- WorldCat: E39PBJk4DHXfpDDW9Dx36GBByd